# The Gardeners' Chronicle
The Gardeners' Chronicle, (abreujat Gard. Chron.), és una revista amb il·lustracions i descripcions botàniques que va ser editada a Londres (Anglaterra). Van ser publicats els números 1-30, en els any 1841-1873, amb el nom de The Gardeners' Chronicle & Agricultural Gazette. Va ser reemplaçada el 1874 per The Gardeners' Chronicle, new series.
Fundada el 1841 per Joseph Paxton, Charles Wentworth Dilke, John Lindley i William Bradbury, The Gardeners' Chronicle es va editar per primera vegada en la forma d'un diari tradicional, publicat tots els divendres, amb notícies nacionals i internacionals, i també amb moltes contribucions enviades pels jardiners i els científics, que abastava tots els aspectes imaginables de la jardineria.
Un dels fundadors, John Lindley, va ser el primer editor, Paxton també es va convertir en editor més tard. Entre els principals contribuents s'inclouen Charles Darwin i Joseph Hooker.
El 1851, la circulació de The Gardeners' Chronicle va arribar a 6.500 còpies. Aquest número és sorprenent en comparació amb el renom del The Observer (6230) i The Economist (3826), potser en aquestes xifres s'inclouen un ampli nombre de lectors internacionals.
Era conegut pel seu estil d'àmplia publicitat i defensar abandonar l'impost sobre el vidre i l'enorme interès generat per la Exposició Universal de 1851 a Londres que va fer possible la construcció de petits hivernacles personals, s'omple anuncis d'hivernacles, molts d'aquests dissenyats pel mateix Paxton, les vendes li van assegurar un bon ingrés.

## Títols successius
- 1841–1855: The Gardeners' Chronicle
- 1856–1873: The Gardeners' Chronicle and Agricultural Gazette
- 1874–1886: The Gardeners' Chronicle. New Series (vols. 1–26)
- 1887–1956: The Gardeners' Chronicle. Third Series (vols. 1–139)
- 1957–1963: Gardeners Chronicle & Gardening Illustrated (vols. 140–154)
- 1964–1968: Gardener's Chronicle: The Magazine of Advanced Gardening (vols. 155–164)
- 1969–1971: Gardeners' Chronicle & New Horticulturist (vols. 165–170)
- 1972–1977: Gardeners' Chronicle: The Horticultural Trade Journal (vols. 171–182)
- 1978–1985: Gardeners' Chronicle & Horticultural Trade Journal: The Horticulture & Amenity Weekly  (vols. 183–197)
- 1985: Gardeners Chronicle & Horticultural Trade Journal: The Horticulture Week (vol. 198)
- 1986 onwards: Horticulture Week (vols. 199–221; no longer numbered since 1997) ISSN 0269-9478